# Kreuzstein (Barsinghausen)
Der zuweilen auch als Scheinstein bezeichnete Kreuzstein an der Osterstraße in Barsinghausen in der Region Hannover in Niedersachsen ist ein Kulturdenkmal.
Der Kreuzstein wurde zur Erinnerung an die Ermordung von Heinrich Schein gefertigt.

## Geschichte

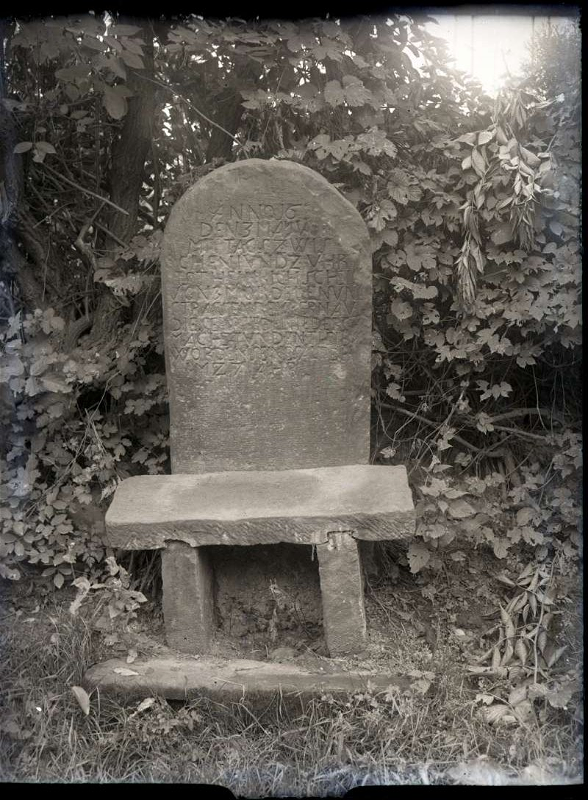
Als Lehne einer Steinbank (um 1940)

Heinrich Schein wurde laut Inschrift des Kreuzsteins in den 1630er Jahren von drei „Straßenräubern“ im Osterhagen bei Barsinghausen, in Bereich der späteren Osterstraße, getötet. Die genaue Jahreszahl ist nicht mehr lesbar.
Kreuzsteine wurden vor allem zwischen dem 13. und 16. Jahrhundert für Personen aufgestellt, die gewaltsam zu Tode gekommen waren. Der Standort war zumeist in der Nähe des Tatorts.
Der um das Jahr 1640 geschaffene Kreuzstein wurde im Jahr 1889 wiederentdeckt. Er hatte seit der Verkoppelung in den 1840er Jahren als Laufsteg über einen Graben gedient.
Der Kreuzstein wurde an seinem ursprünglichen Standort wieder aufgerichtet.
Später diente er als Rückenlehne einer kleinen Steinbank.
In den 1960er Jahren wurde der Stein in die niedrige Vorgartenmauer des einige Häuser entfernten Grundstücks Osterstraße 7 eingemauert.
Nach Teilung und Neugestaltung des Grundstücks in jüngerer Zeit steht der Kreuzstein frei neben dem Zaun der Zufahrt zur Osterstraße 7 A.

## Beschreibung

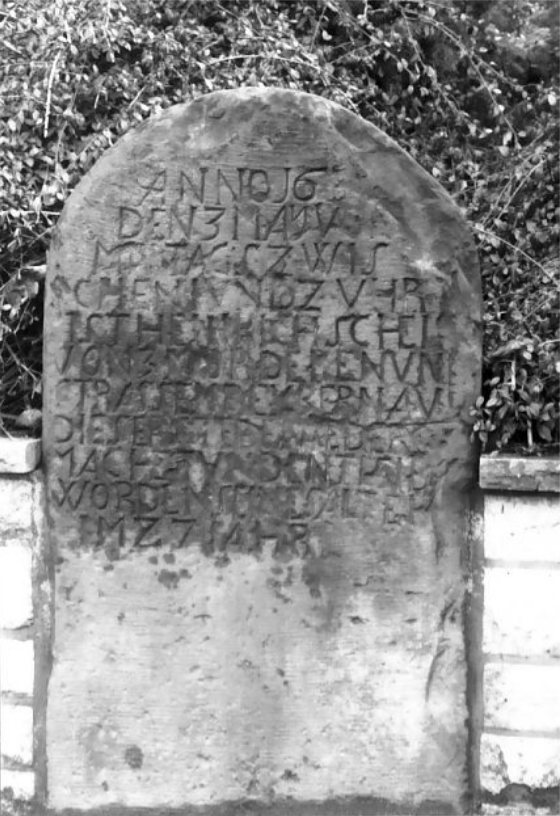
Als Teil der Gartenmauer (1985)

Der aus Sandstein gefertigte Kreuzstein hat eine Höhe über dem Boden von 1,10 m, eine Breite von 65 cm und ist etwa 14 cm stark. Der obere Bereich ist gerundet. Am Rand des Steins gibt es einige umlaufende Beschädigungen.
Teile der Inschrift des Steins waren schon 1889 nicht mehr zu erkennen.
Die obere Hälfte der der Osterstraße zugewandten Vorderseite trägt den Text
Auf der Rückseite ist ein schmalbalkiges, sich in den Umrisslinien überschneidendes, lateinisches Kreuz mit eingezogenen Armenden eingerillt.
Der bis vor einigen Jahren durch den Aufstellungsort des Kreuzsteins nicht betrachtbare untere Bereich zeigt in der rechten Hälfte eine Abbildung, möglicherweise einen Spieß oder eine ähnliche Waffe.

## Denkmalschutz
Der Kreuzstein ist als Einzeldenkmal gemäß § 3 Abs. 2 NDSchG geschützt. Aufgrund der ortsgeschichtlichen Bedeutung besteht an der Erhaltung des Kreuzsteins ein öffentliches Interesse.